# 提摩尔酒店

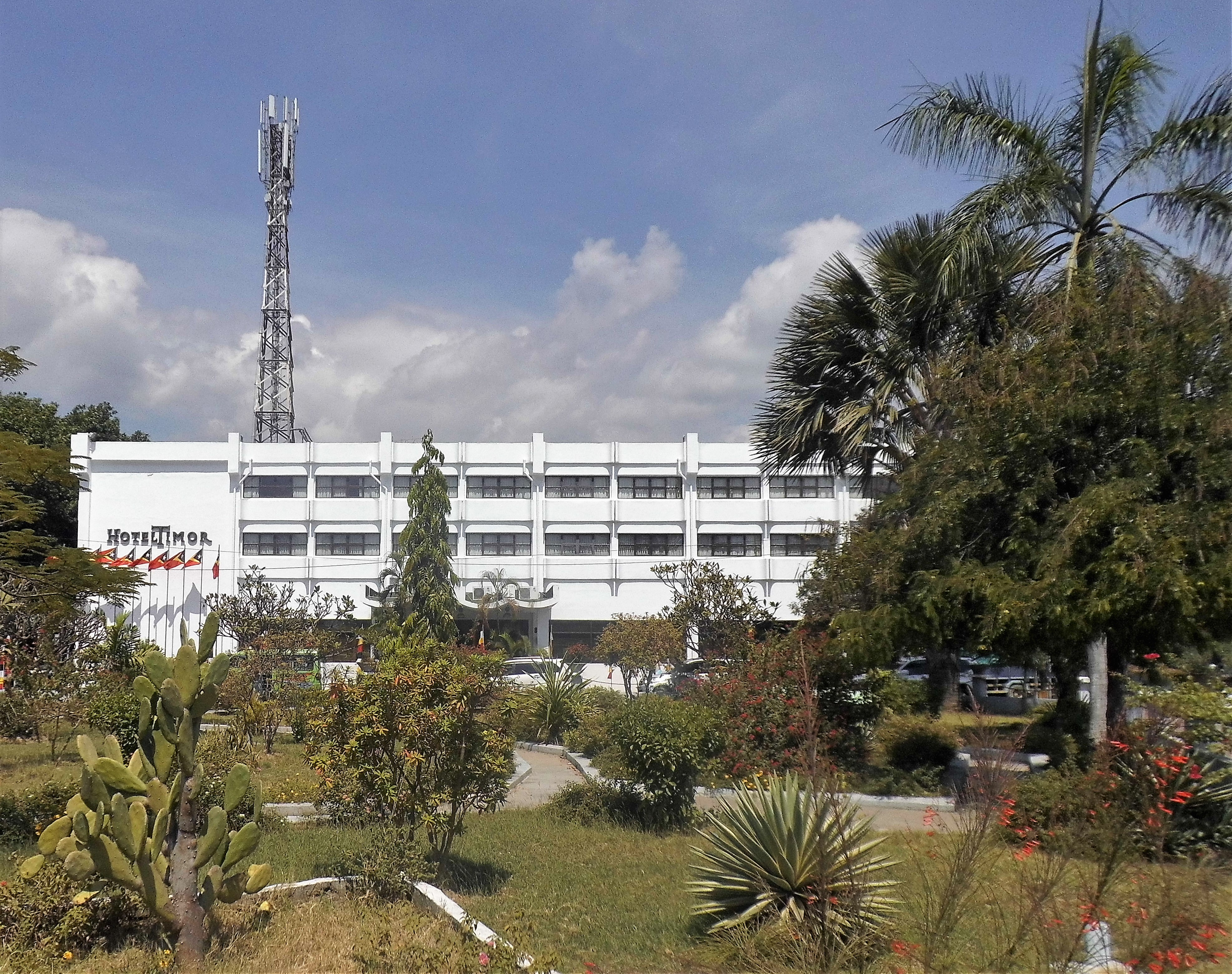
提摩尔酒店

提摩尔酒店（英語：Hotel Timor）是位于东帝汶首都帝力的一家酒店。

## 历史
该酒店最初名为Mahkota，建于1972年，1976年开业，一直运营到1999年9月被亲印尼民兵烧毁。
为了能够为2002年东帝汶独立庆祝活动的国宾提供足够的住宿，酒店开始修复。东方基金会和东帝汶政府分担了600万美元的费用。出席嘉宾包括路易斯·伊纳西奥·卢拉·达席尔瓦、科菲·安南、比尔·克林顿、潘基文、安东尼奥·古特雷斯、马哈迪·莫哈末、约翰·霍华德、托尼·布莱尔和戈登·布朗。